# Pelikany (Białoruś)
Pelikany – dawna plebania i kolonia. Tereny, na których był położony, leżą obecnie na Białorusi, w obwodzie witebskim, w rejonie brasławskim, w sielsowiecie Opsa.

## Historia
W czasach zaborów kolonia leżała w granicach Imperium Rosyjskiego.
W latach 1921–1945 kolonia i plebania leżała w Polsce, w województwie nowogródzkim (od 1926 w województwie wileńskim), w powiecie brasławskim, w gminie Opsa.
W 1931 kolonię w 1 domu zamieszkiwały 4 osoby, a plebanię w 2 domach zamieszkiwało 10 osób.
Wierni należeli do parafii rzymskokatolickiej w Pelikanach. Miejscowość podlegała pod Sąd Grodzki w Opsie i Okręgowy w Wilnie; właściwy urząd pocztowy mieścił się w Opsie.